# نهنگ بینی‌بطری گرمسیری
نهنگ بینی‌بطری گرمسیری، که با نام نوک‌نهنگ هندوآرام یا نوک‌نهنگ لانگمن نیز شناخته می‌شود، آب‌بازی دندان‌دار است عضو خانواده نوک‌نهنگان. این گونه تا چندی پیش کمیاب‌ترین نهنگ جهان شناخته می‌شد که پس از آن جای خود را به نوک‌نهنگ بیل‌دندان سپرد.

## رده‌بندی
نخستین نمونه پیدا شده از این نوک‌نهنگ استخوان جمجمه‌ای بود که در سال ۱۸۸۲ در کوئینزلند استرالیا پیدا شد و منجر به رده‌بندی اولیه این جانور توسط لانگمن در ۱۹۲۶ گشت. در آن هنگام دانشمندان نسبت به آنکه این جمجمه متعلق به گونه‌ای جدید باشد یا آنکه تنها جمجمه نوک‌نهنگی شناخته‌شده و ماده، ابراز تردید کردند. در سال ۱۹۵۵ و با پیدا شدن جمجمه نوک‌نهنگی دیگر در کرانه‌های سومالی، جوزف سی.مور نشان داد که این جانور گونه‌ای جدا و مستقل است. این فرضیه با پیدا شدن شش اسکلت این نهنگ، از جمله یک اسکلت کامل نهنگی ماده، در سال ۲۰۰۰ میلادی در کنیا، قوت بیشتری پیدا کرد و بررسی‌های ژنتیکی مستقل بودن نهنگ پوزه‌بطری گرمسیری و تک‌عضو بودن سرده «هندوآرام‌ها» را نشان دادند.

## توصیف ظاهری
ظاهر نهنگ پوزه‌بطری گرمسیری همانندی به هر دو گروه نوک‌نهنگان میان‌دندان و پوزه‌بطری‌ها دارد و به همین دلیل باعث سردرگمی‌های بسیار در هنگام طبقه‌بندی آن شد.
آن‌ها پوزه‌ای کوتاه دارند اما باله پشتی‌شان به صورتی غیرطبیعی برای نوک‌نهنگان بلند است. با آنکه تاکنون هیچ نمونه‌ی نر به ساحل افتاده‌ای از این نهنگ دیده نشده است، مشاهدات در اقیانوس نشان می‌دهند که ملون در سر این آن‌ها گردشکل است. رنگ بدن خاکستری تیره در بخش‌های بالایی و روشن‌تر در بخش‌های زیرین و زیر باله‌های دمی و کناری است. بر روی پهلوها و زیر بدن خال‌های سفید رنگ دیده می‌شود؛ همچنین زخم‌هایی که به دلیل نبرد نرها با همدیگر یا گاز گرفته شدن توسط کوسه‌ها پدید آمده‌اند، بر سطح بدن این جانور آشکارند. تخمینی درباره وزن یا چگونگی تولید مثل این گونه در دسترس نیست.

## گستره
این نهنگ‌ها از آب‌های دریای عرب گرفته تا مکزیک دیده شده‌اند. آن‌ها جانوران بومی استرالیا و ژاپن و مالدیو و آفریقای جنوبی و هاوایی به شمار می‌آیند.